# Choerodon zosterophorus
Choerodon zosterophorus là một loài cá biển thuộc chi Choerodon trong họ Cá bàng chài. Loài này được mô tả lần đầu tiên vào năm 1868.

## Từ nguyên
Từ định danh zosterophorus được ghép bởi hai âm tiết trong tiếng Hy Lạp cổ đại: zōstḗr (ζωστήρ, "thắt lưng") và phaiós (φαιός, "xám; sáng màu"), hàm ý đề cập đến dải chéo màu trắng đặc trưng của loài cá này.

## Phạm vi phân bố và môi trường sống
C. zosterophorus có phân bố tập trung ở khu vực Tam giác San Hô, được biết đến tại ngoài khơi Batangas (đảo Luzon, Philippines), một vài hòn đảo phía đông Indonesia và phía nam Papua New Guinea.
C. zosterophorus sinh sống gần những rạn san hô (thường là san hô mềm) trên nền cát ở vùng ngoài khơi hoặc trong đầm phá, độ sâu tối thiểu đến 40 m.

## Mô tả
Chiều dài lớn nhất được ghi nhận ở C. zosterophorus là 25 cm. Cá trưởng thành có một dải màu vàng dọc theo chiều ngang của thân, bên trên là một dải chéo màu trắng băng ngược lên phía sau vây lưng, kết thúc với một vệt đen trên gốc vây lưng. Mống mắt có vòng màu ngọc lam. Vây đuôi hơi phớt đỏ.
Số gai ở vây lưng: 13; Số tia vây ở vây lưng: 7; Số gai ở vây hậu môn: 3; Số tia vây ở vây hậu môn: 10; Số tia vây ở vây ngực: 15; Số gai ở vây bụng: 1; Số tia vây ở vây bụng: 5.

## Sinh thái học
Thức ăn của C. zosterophorus có thể là những loài động vật có vỏ cứng như những loài cùng chi.

### Trích dẫn
- Gomon, Martin F. (2017). “A review of the tuskfishes, genus Choerodon (Labridae, Perciformes), with descriptions of three new species” (PDF). Memoirs of Museum Victoria. 76: 1–111. doi:10.24199/j.mmv.2017.76.01.